# Barzoi
Barzoi este o rasă de câini rusească din familia ogarilor. A apărut din încrucișarea ogarului-cenușiu arab cu un câine-ciobănesc rusesc asemănător cu rasa collie. Numit anterior „câine-lup rusesc”, a fost creat la început pentru vânătoare de lupi și de iepuri.
Este grațios, puternic, rapid; are înălțimea de 66-79 cm și greutatea de 25-48 kg. Capul e alungit și îngust, urechile sunt mici și pieptul adânc și scobit; piciorele din spate sunt lungi și musculoase, iar coada este lungă și curbată. Blana mătăsoasă este dreaptă sau puțin buclată, fiind de obicei albă, cu pete mai închise la culoare. Se remarcă prin silueta elegantă.

## Istorie

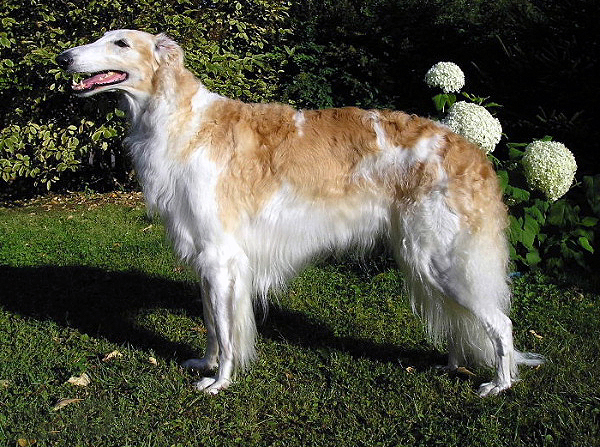
O femelă Barzoi.

Este o rasă veche crescută de nobilii ruși care posedau echipaje întregi cu astfel de câini pentru a vâna lupi, vulpi și iepuri. Originea lor este foarte veche și sunt mai multe păreri despre descendența lor. Este posibil să fie descendentul Deerhoundului rusesc, ogarii de iepuri din Tatra și Ovcharka. Alte păreri susțin că în cursul secolului al XVII-lea un mare duce rus a importat câteva exemplare de Ogar Saluki din Arabia și i-a încrucișat cu câini de tip Collie, apoi cu ogarii din Crimeea și Caucaz. Cea mai renumită crescătorie a acestei rase a fost cea din Perchino a marelui duce Nicolae al Rusiei, care avea peste 200 exemplare de ogari Barzoi, foarte frumoase. În Europa Occidentală au apărut abia la jumătatea secolului al XIX-lea. Regina Victoria a Angliei a fost prima care a posedat un exemplar. Mai apoi a devenit foarte popular și răspândit în Franța, Germania, Belgia, Olanda și alte țări. Rasa aproape a dispărut în Rusia odată cu Revoluția din 1917, pentru că era asociată cu clasa conducătoare, cu nobilimea rusă. Din fericire, existau destule specimene în Europa la acea dată.

## Descriere fizică

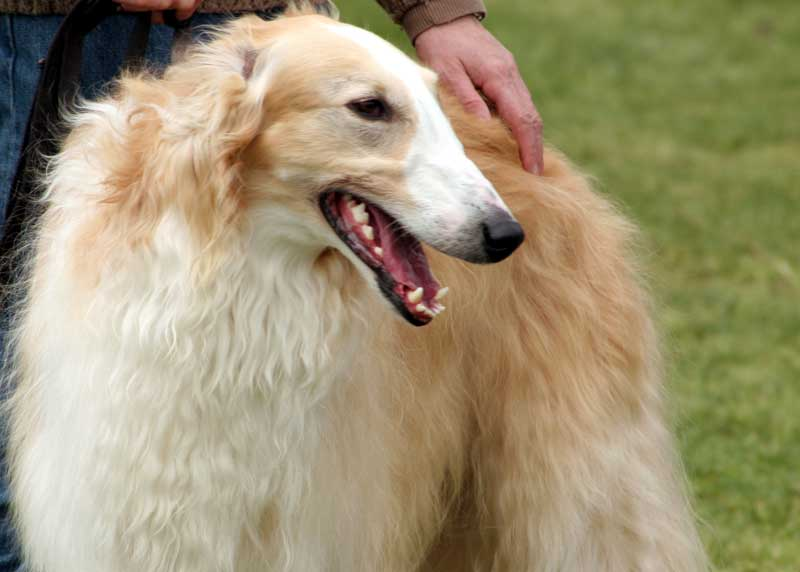
Un Borzoi de culoare albă-roșiatică.

Este un câine de talie mare, suplu, dar în același timp grațios și puternic. Capul este lung, îngust, craniul plat, ușor alungit, un bot drept, lung, îngust, aproape fără stop, nas mare și negru. Ochii sunt migdalați, destul de apropiați, de culoare închisă. Urechile sunt prinse sus, spre spate, relativ mici, subțiri, ascuțite la vârf. Când animalul se odihnește, stau deasupra gâtului sub formă de trandafir, iar când animalul este în acțiune, sunt purtate drept cu vârful îndreptat în față. Gâtul este lung, musculos, iar spatele este ușor curbat, rotunjindu-se spre partea salelor. Picioarele posterioare sunt mai musculoase decât cele din față, permițându-i să atingă viteze considerabile. Coada este prinsă jos, lungă, sub formă de seceră sau sabie, lăsată în repaos sau ridicată până la nivelul spatelui în acțiune. Blana are un păr de lungime medie, moale, ușor ondulat sau cu bucle mari. Este mai ales abundent în jurul gâtului, pe piept, pe partea posterioară a picioarelor și pe coadă. Este mai scurt pe cap, urechi și partea anterioară a picioarelor. Poate fi de orice culoare sau o combinație de culori.

## Personalitate
Este un câine inteligent, curajos, energic, mândru, blând, rezervat, liniștit, calm în casă, uneori independent, încăpățânat. Este devotat stăpânului, rezervat și suspicios cu străinii, acceptă copiii dar fără să fie parteneri de joacă. Daca sunt socializați de mici cu alți câini sau alte animale din gospodărie tinde să le accepte, dar va vâna orice animal (câine mai mic, pisică sau orice altceva) care aleargă. Latră puțin, chiar și la străini.

## Întreținere

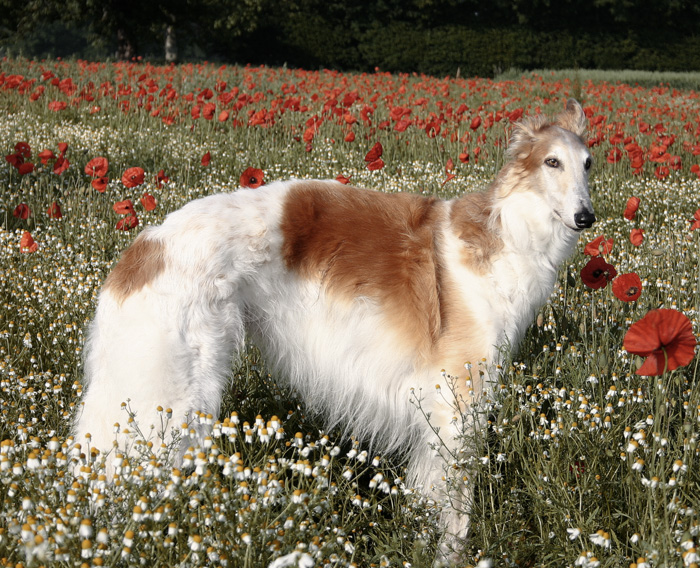
Un Barzoi printre flori.

### Blana
Blana acestui câine are nevoie de un periaj și pieptănat regulat. Trebuie îndepărtat părul dintre pernițele de la picioare.

### Hrana
Câinii din această rasă își completează creșterea între vârsta de 9-12 luni, de aceea este esențial să stabiliți o dietă care să îi ajute la dezvoltarea oaselor și a blănii de care dispune. Foarte important este să nu fie răsfățați cu prea multe conservere sau altă mâncare specială, pentru că sunt pofticioși.

### Boli
Problemele de sănătate întâlnite mai des la un Barzoi sunt inflamațiile articulațiilor și bolile metabolice ale oaselor. Sunt cunoscuți ca fiind foarte sensibili la barbiturice, substanțele pentru combaterea puricilor sau anestezice.

### Dresaj
Dresajul acestui câine trebuie făcut de o persoană cu experiență, deoarece nu este foarte ascultător. Cu un dresaj ferm, consecvent, fără a fi dur sau sever se obțin rezultate satisfăcătoare.

## Utilitate
Este folosit la vânătoarea de animale mici sau mai mari, poate participa la cursele pentru câini, este un bun paznic și un liniștit companion.

## Caracteristici
- Durata de viață: 10-12 ani
- Înălțimea: Înălțimea la masculi este de 75-85 cm, iar la femele – 68-79 cm
- Greutatea: Greutatea masculilor este de 34-48 kg, iar la femele – 25-41 kg
- Capacitate de naștere: 1-11 pui
- Culoare: Poate avea orice culoare, dar cel mai des este alb